# Baetodes fortinensis
Baetodes fortinensis är en dagsländeart som beskrevs av Mayo 1972. Baetodes fortinensis ingår i släktet Baetodes och familjen ådagsländor. Inga underarter finns listade i Catalogue of Life.